# San Basilio
San Basilio là một đô thị ở tỉnh Sud Sardegna, vùng Sardegna của Ý, có vị trí cách khoảng 35 km về phía bắc của Cagliari. Đến thời điểm ngày 31 tháng 12 năm 2004, đô thị này có dân số 1.371 và diện tích là 44,9 km².
San Basilio giáp các đô thị: San Nicolò Gerrei, Sant'Andrea Frius, Senorbì, Silius, Siurgus Donigala.